# Costa Victoria
Die Costa Victoria war ein 1996 in Dienst gestelltes Kreuzfahrtschiff der italienischen Reederei Costa Crociere. Es verblieb bis März 2020 im Dienst der Reederei, ehe es im Januar 2021 zur Verschrottung in der Türkei eintraf.

## Geschichte
Die Costa Victoria wurde von 1994 bis 1996 als erstes von drei Schiffen dieser Baureihe beim Bremer Vulkan gebaut, von der zum Vulkan-Verbund gehörenden Lloyd-Werft in Bremerhaven fertiggestellt und am 10. Juli 1996 an die Reederei Costa Crociere abgeliefert. Das Schiff kam unter italienischer Flagge mit Heimathafen Genua in Fahrt. Am 28. Juli 1996 wurde das Schiff in Venedig in Dienst gestellt.
Um das Schiff zu bezahlen, übergab Costa Crociere das Kreuzfahrtschiff Eugenio Costa an die Bauwerft Bremer Vulkan als Teilzahlung.
Der Auftrag für das Schwesterschiff, das unter dem Namen Costa Olympia in Fahrt kommen sollte, wurde kurz nach Fertigstellung des Schiffsrumpfes zurückgezogen. Diesen Rumpf, wegen des noch fehlenden Anstrichs nach der Vulkan-Pleite von der Bremer Bevölkerung Costa Rosta genannt, kaufte die Reederei Norwegian Cruise Line und ließ das Schiff auf der Lloyd-Werft fertigstellen. 1999 wurde es als Norwegian Sky abgeliefert. Ein weiteres Schiff dieser Klasse ist die Norwegian Sun.
Die Costa Victoria wurde im Jahr 2004 bei der Lloyd-Werft grundrenoviert, wobei es auch Außenbalkone erhielt. Im Oktober 2013 wurde das Schiff bei der Sembawang-Werft in Singapur für 18 Millionen US-Dollar bis 11. November 2013 erneut renoviert.
Zeitweise fuhr die Costa Victoria wie auch die Costa Atlantica, die Costa Serena, die Costa Fortuna und die Costa neoRomantica auf dem asiatischen Kreuzfahrtmarkt. Für chinesische Gäste waren Qingdao, Shanghai und Hongkong die Basishäfen, für japanische bzw. südkoreanische Gäste Fukuoka oder Busan. Ab März 2018 wurde die Costa Victoria wieder auf dem europäischen Markt eingesetzt.
Im Juli 2019 diente das Schiff während der 30. Sommer-Universiade in Neapel als Unterkunft für rund 1900 Athleten. Die Costa Victoria beendete im März 2020 aufgrund der COVID-19-Pandemie ihre letzte Kreuzfahrt und lag anschließend zunächst in Civitavecchia. Das im Sommer 2020 an Genova Trasporti Marittimi verkaufte Schiff traf am 23. Juni 2020 im Hafen von Piombino ein. Zunächst war ein Abbruch der Costa Victoria in Italien geplant. Nach Berichten über eine mögliche Nutzung als Wohnschiff und einer mehrere Monate andauernden Liegezeit wurde sie im Januar 2021 zum Abbruch ins türkische Aliağa verkauft. Für die Überfahrt von Piombino in die Türkei wurde sie in St Victoria umbenannt. Sie verließ Piombino am 13. Januar 2021 im Schlepp der VOS Chablis und wurde am 28. Januar 2021 in Aliağa zum Abbruch gestrandet.

## Daten

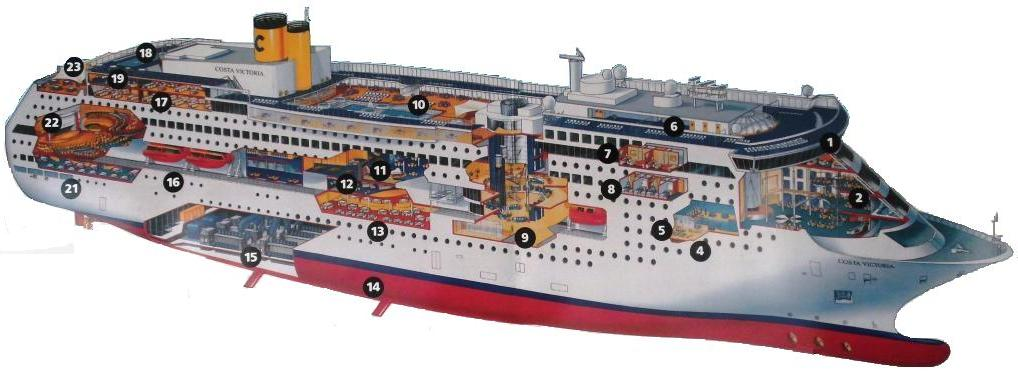
Costa Victoria als Schnittbild

Die Costa Victoria bot Platz für 2394 Passagiere in 964 Kabinen und 20 Suiten, verteilt auf zwölf Passagierdecks. Davon verfügten 242 Kabinen und vier Suiten über einen eigenen Balkon. Sie fuhr unter italienischer Flagge und hatte eine Schiffsbesatzung von 790 Mann. 
Mit einer Länge von 252 m, einer Breite von 32 m, einem Tiefgang von 8 m und einer Vermessung von 75.166 BRZ war die Costa Victoria zum Zeitpunkt der Ablieferung das größte in Deutschland gebaute Passagierschiff. Ihre Geschwindigkeit betrug 24 kn.